# Eudoxius van Antiochië
Eudoxius van Antiochië (Grieks: Εὐδόξιος ο Αντιοχείας) (†370) was een bisschop, die het schopte tot patriarch van Antiochië (358-359) en patriarch van Constantinopel (360-370). Dit had hij voornamelijk te danken aan de ariaanse Romeinse keizer Constantius II (337-361). Zijn opvatting over het Christendom had hij van de arianen Eusebius van Nicomedia en Aëtius van Antiochië.

## Levensloop
Na eerst te zijn afgewezen voor zijn opvattingen werd hij alsnog aangewezen als bisschop van het kleine bisdom Germanica, Oost-Anatolië, dit gedurende 17 jaar. Hij was aanwezig op de Synode van Antiochië in 341, het begin van de afzetting van de Niceër Athanasius van Alexandrië en de dominantie van het arianisme aan het keizerlijke hof.
Toen Eudoxius hoorde van het overlijden van patriarch Leontius van Antiochië haastte hij zich naar Antiochië en eigende zichzelf de positie toe. Alhoewel de keizer hiertoe niet de toelating had gegeven, liet hij begaan. Blijkbaar was Eudoxius geen groot licht en kreeg hij bakken kritiek, onder andere van Hilarius van Poitiers, op dat moment verbannen in Klein-Azie, bij het aanhoren van een van zijn sermoenen wenste hij dat hij doof was.
Keizer Constantius II probeerde met het concilie van Constantinopel in 360 de Ariaanse controverse op te lossen, zonder succes. Na het concilie zette hij patriarch Macedonius I van Constantinopel af. Dankzij de voorspraak van Acacius van Caesarea werd Eudoxius zijn plaatsvervanger.
Eenmaal patriarch van Constantinopel benoemde hij zijn vriend Eunomius van Cízycus tot bisschop, maar dat werd teniet gedaan. De opvolger van Constantius II, Julianus Apostata (361-363) schroefde de bevoorrechting van christenen terug. Met keizer Valens had hij een goede band. Keizer Valens werd in 367 door Eudoxius gedoopt. Eudoxius stierf in 370 en werd opgevolgd door Demofilus van Constantinopel.